# Catocoryne linnaeoides
Catocoryne es un género monotípico de plantas fanerógamas pertenecientes a la familia Melastomataceae. Su única especie es: Catocoryne linnaeoides Hook.f. es originaria de Perú.

## Taxonomía
El género fue descrito por Joseph Dalton Hooker y publicado en Genera Plantarum 1: 734, 765, en el año 1867.